# Anemosa
Anemosa (en griego, Ἀνεμῶσα) es el nombre de un antiguo asentamiento o de una comarca griega de Arcadia.
Es citada por Pausanias, que dice que estaba en el camino que iba de Tricolonos a Metidrio, junto al río Helisonte, a cien estadios de Tricolonos, cerca del monte Falanto y de la ciudad de ese mismo nombre.
Se ha sugerido que se hallaba en las proximidades del pueblo actual de Libovisi.